# La Petite Lise
Pour plus de détails, voir Fiche technique et Distribution.
La Petite Lise est un mélodrame français réalisé par Jean Grémillon, sorti en 1930.

## Synopsis
Victor Berthier sort de prison et décide d’aller retrouver sa fille Lise. Celle-ci est heureuse de retrouver son père et lui ment en lui disant qu’elle est dactylo alors qu’elle est en vérité fille de joie. Victor offre une montre à Lise portant ses initiales et part chercher du travail. Pendant ce temps, André, amant de Lise, vient lui rendre visite. Ayant besoin d’argent, il l’emmène chez un usurier pour vendre la montre. André en profite pour essayer de soutirer de l’argent à l’usurier. Une bagarre entre les deux hommes s’ensuit et Lise tue accidentellement l’usurier. Lise et André quittent l’appartement laissant le corps sans vie de l’usurier. De retour chez elle, Lise retrouve son père qui lui annonce qu’il a trouvé du travail. Il aperçoit sur le sol le reçu que l’usurier a donné à Lise et comprend qu’elle a besoin d’argent. Il va chez l’usurier pour récupérer la montre mais découvre son cadavre. Il rapporte la montre à Lise et accuse André d’avoir tué l’usurier. André veut se rendre à la police mais Lise dit à son père que c’est elle qui a tué. Désirant le bonheur de sa fille, Berthier va se dénoncer à la police.

## Fiche technique
- Titre : La Petite Lise
- Réalisation : Jean Grémillon
- Scénario : Charles Spaak
- Décors : Guy de Gastyne
- Photographie : Jean Bachelet et René Colas
- Son : Antoine Archimbaud
- Musique : Roland Manuel
- Société de Production : Pathé-Natan
- Producteurs : Bernard Natan & Emile Nathan
- Pays de production : France
- Format : Noir et blanc - Son mono - 1,20:1
- Genre : mélodrame
- Durée : 84 minutes
- Date de sortie :
  - France : 5 décembre 1930

## Distribution
- Pierre Alcover : Victor Berthier, un père sorti de prison après avoir purgé sa peine pour crime passionnel et qui découvre que sa fille est, involontairement, passée de l'autre côté de la loi
- Nadia Sibirskaïa : Lise Berthier, sa fille qui a mal tourné
- Julien Bertheau : André, son amoureux et... entremetteur
- Alexandre Mihalesco : Monsieur Shalom, un usurier juif
- Alex Bernard : un client de Lise
- Raymond Cordy : un joueur de billard
- Joe Alex : le danseur noir
- Lucien Hector : un bagnard
- Pierre Piérade : Monsieur Bazet

## Musiques
- Ferme tes jolis yeux : chœur